# Ambresin
Ambresin (oude spelling "Embresin") is een dorp in de Belgische provincie Luik en een deelgemeente van Wasseiges. Tot 1 januari 1977 was het een zelfstandige gemeente.
Ambresin is een Haspengouws landbouwdorp gelegen aan de Mehaigne.

## Geschiedenis
Ambresin was reeds vroeg bewoond. In het noorden van de huidige deelgemeente lag namelijk de Romeinse heerbaan Tongeren-Bavay. In de buurt zijn twee tumuli bewaard gebleven: de Tumuli du Soleil. Aan de oever van de Mehaigne zijn de resten van een Romeinse villa teruggevonden.
Ambresin hing rechtstreeks af van het graafschap Namen. Er was een versterkt kasteel maar dit was op het einde van de middeleeuwen volledig vervallen. Pas in 1753 had Ambresin een eigen heer toen de heerlijkheid in pand werd gegeven aan Charles-Alexis de Montpellier. In 1795 werd Ambresin een zelfstandige gemeente. In 1977 werd de gemeente opgeheven en werd Ambresin een deelgemeente van Wasseiges.
Het dorp leeft vooral van de landbouw (suikerbieten, graan, aardappelen). Vanaf de tweede helft van de 19e eeuw was er een suikerfabriek waar vele inwoners werk vonden. De suikerfabriek had via de voormalige spoorlijn 143 een goede verbinding met Namen en Tienen. De fabriek werd gesloten in 1976.

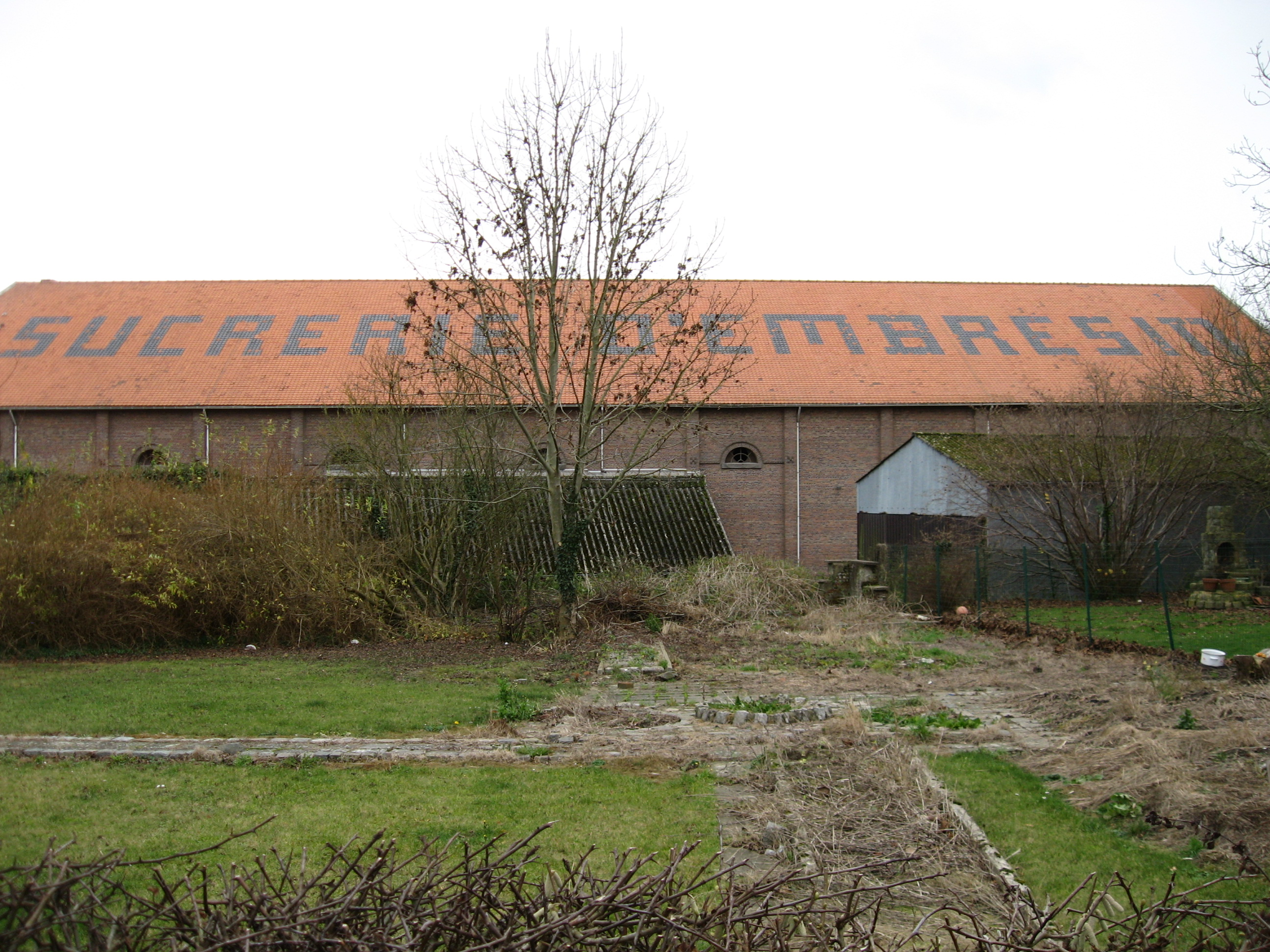
Oude suikerfabriek opslagruimte. Die is nog in gebruik maar eromheen zijn er veel vervallen gebouwen.

## Bezienswaardigheden
- De Sint-Martinuskerk (Église Saint-Martin) is een neoclassicistisch kerkgebouw van 1843. In de kerk hangt een 18e-eeuwse kopie van een schilderij van Antoon van Dyck.
- De Tombes du Soleil zijn twee tumuli die sinds 1974 beschermd zijn als monument.
- De voormalige suikerfabriek (Sucrerie d'Ambresineau) waarvan nog een opslagplaats uit 1931 werd bewaard.

## Natuur en landschap
Ambresin ligt aan de Mehaigne bij de samenvloeiing met de Ruisseau de Meeffe. De hoogte aan de kerk bedraagt 133 meter.

## Demografische ontwikkeling
Opm:1806 t/m 1970=volkstellingen; 1976=inwoneraantal op 31 december

## Tramwegen
Ondanks de dunbevolkte streek heeft Ambresin twee stoomtramlijnen gehad, die elkaar kruisten. Vanuit de lucht zijn de trajecten deels nog waarneembaar. Het tramstation is er niet meer, maar de bushalte daar heet nog altijd Gare. In 1961 sloot de laatste lijn. Er was vooral goederenvervoer (suikerbieten). De lijn tussen Ambresin en Noville had tot 1917 720 mm spoorbreedte en diende als verbinding tussen de gewone spoorlijn en de suikerfabriek. In 1925 nam de NMVB de lijn over. Van 1958 tot en met 1961 verzorgde de fabriek zelf het spoorvervoer.

## Nabijgelegen kernen
Avin, Moxhe, Crehen, Merdorp, Wasseiges